# Всемирный день учителей
Всемирный день учителей (на других официальных языках ООН: англ. World Teachers' Day, араб. اليوم العالمي للمعلمين, ‎исп. Día Mundial de los Docentes, кит. 世界教师日, фр. Journée mondiale des enseignants
) был учреждён ЮНЕСКО в 1994 году. Отмечается 5 октября. В этот день в 1966 году созванная ЮНЕСКО и Международной организацией труда конференция приняла Рекомендацию «О положении учителей» — первый международный документ, определяющий условия труда учителей. Всемирный день учителей входит в систему всемирных и международных дней ООН.
Этот день призван привлечь внимание к положению учителей в обществе, их роли в образовании и развитии. Свыше 100 государств отмечают Всемирный день учителей, иногда отмечается отдельный национальный День учителя.